# Tor ins Remstal

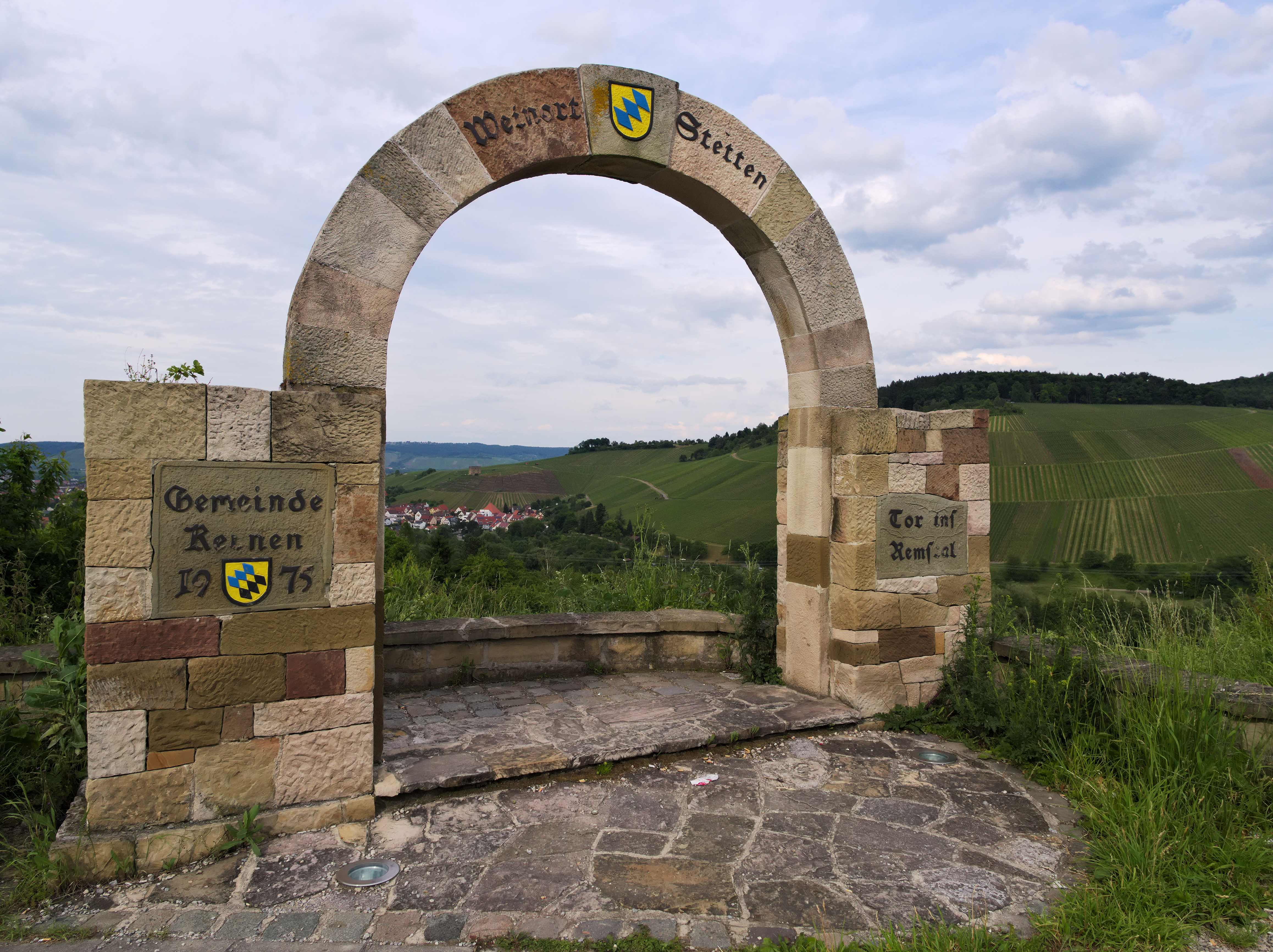
Tor ins Remstal von Südosten, 2013

Das Tor ins Remstal ist ein Tor und Aussichtspunkt in Stetten im Remstal.

## Geographische Lage

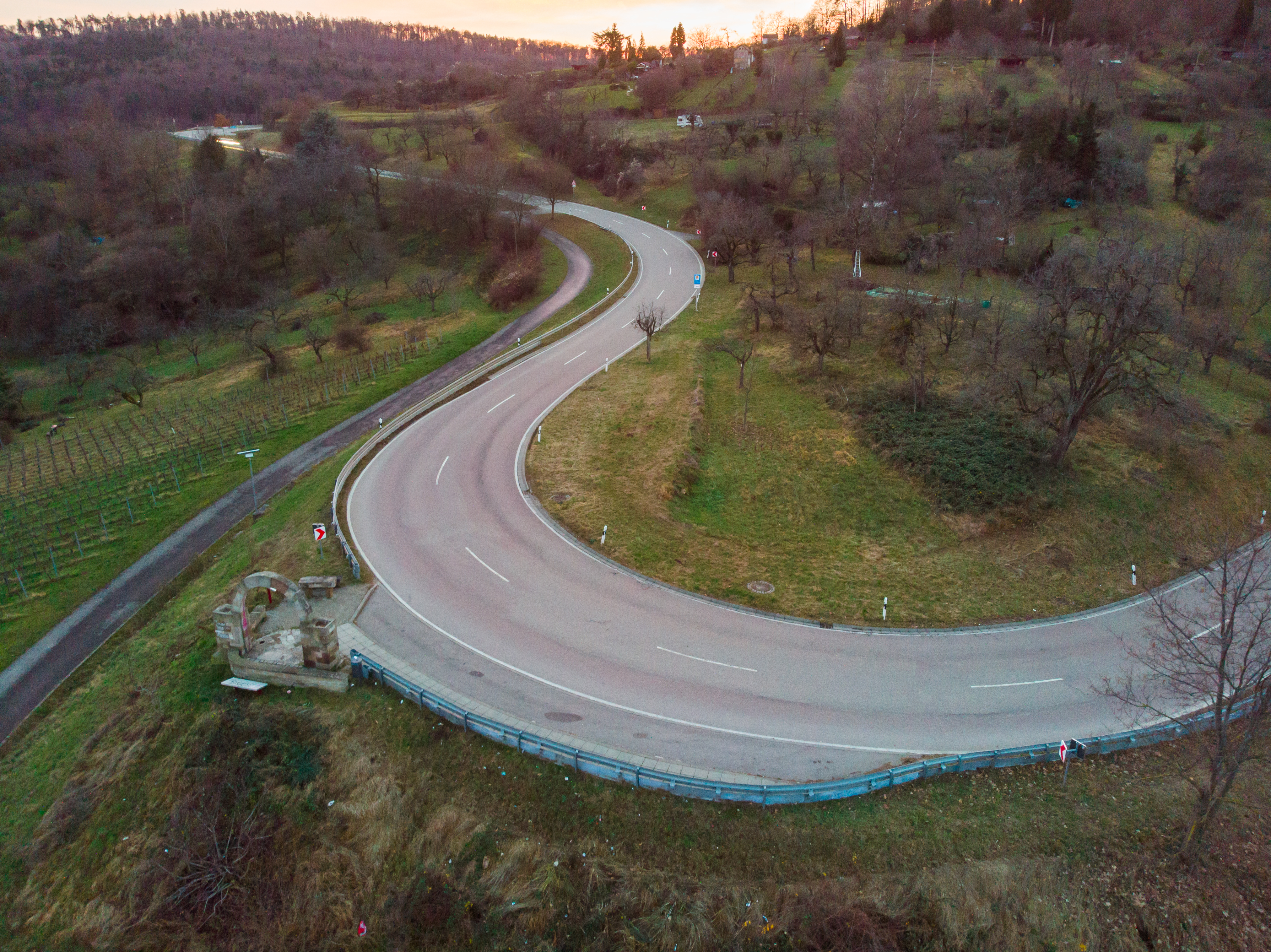
Kehre mit dem Tor, 2023

Es befindet sich an einer Kehre der Esslinger Straße (L 1199) zwischen Stetten und Esslingen über den Weinbergen, nahe dem Schurwald auf rund 335 m ü. NN. Der Landschaftsbild prägende, 3,5 m hohe Torbogen ragt sichtbar aus den Weinbergen an den Hängen des Haldenbachtals, eines Seitentals der Rems empor.
Durch das Tor kann man das Remstal erblicken. Bei frontaler Sicht befindet sich der Ortskern von Stetten mit der St.-Veits-Kirche in der Mitte des Tores.
Nachts ist das Tor illuminiert. Bis Juli 2025 befand sich direkt vor dem Tor eine Haltebucht.

## Geschichte
Das Tor wurde 2006 von Ortsansässigen aus Schilfsandstein erbaut.
Das Baumaterial (rund 250 bis 300 Steine) stammt von der alten Mühle in Schnait und einem Fachwerkhaus in Strümpfelbach.